# Wasyl Kuźminski
Wasyl Hryhorowycz Kuźminski, ukr. Василь Григорович Кузьмінський, ros. Василий Григорьевич Кузьминский, Wasilij Grigorjewicz Kuźminski (ur. 9 sierpnia 1948) – ukraiński piłkarz, grający na pozycji obrońcy lub napastnika, trener piłkarski.

## Kariera piłkarska
Wychowanek Szkoły Sportowej w Żółtych Wodach. Pierwszy trener Borys Bormaczenko. W 1967 rozpoczął karierę piłkarską w miejscowej drużynie Awanhard Żółte Wody. W 1971 został zaproszony przez trenera Łeonida Rodosa do Awanharda Tarnopol, który potem zmienił nazwę na Budiwelnyk. Na początku 1974 po rozformowaniu Budiwelnyka przeniósł się do Dynamo Chmielnicki, który potem nazywał się Chwyla. W 1976 przeszedł do Kołosu Nikopol, w którym zakończył karierę piłkarza. Potem powrócił do rodzimego miasta i występował do 1980 w zespole amatorskim Awanhard Żółte Wody.

## Kariera trenerska
Jeszcze będąc piłkarzem rozpoczął pracę szkoleniowca. Po dymisji Borysa Bormaczenki od 1978 do 1980 łączył funkcję trenera i piłkarza, a od 1980 pracował jako starszy trener Awanharda Żółte Wody, którym kierował do końca 1991. Potem przez 15 lat pracował w Szkole Sportowej Wydziału Oświaty w Żółtych Wodach

## Sukcesy i odznaczenia

### Sukcesy trenerskie
Awanhard Żółte Wody
- mistrz obwodu dniepropetrowskiego: 1989